# Стоян Мохаджира
Стоян Мохаджира е български хайдутин от втората половина на XIX век, действал в Централна Македония.

## Биография
Стоян Мохаджира е войвода на чета, действала във Велешко. Негови четници са бъдещите войводи на ВМОРО Илия Настев и Коста Христов Попето.